# Château de Stertignano
Le château de Stertignano (en italien : Castello di Stertignano), également connu sous le nom de castello de Fondana, est situé sur une colline près de Marrucheti, dans la partie sud-ouest de la commune de Campagnatico (province de Grosseto), en Toscane.

## Histoire
Le château a été construit au XIIIe siècle par la famille Aldobrandeschi, qui l'a contrôlé pendant environ un siècle, jusqu'à la vente faite au XIVe siècle à la famille Orlandini.
Après un bref changement de propriété en faveur des Cerretani, le complexe est entré dans les visées expansionnistes de Sienne, étant incorporé au territoire contrôlé par la république de Sienne au XVe siècle.
Au milieu du XVIe siècle, la chute définitive de Sienne donne l'ensemble fortifié aux Médicis, sous le grand-duché de Toscane ; au cours des siècles suivants, le complexe est toujours resté propriété privée.

## Description
Le château ressemble à un complexe rural dans lequel sont clairement visibles les structures médiévales originales des murs en pierre remontant au château du XIIIe siècle, qui ont été incorporées lors des travaux de reconstruction du XVIIIe siècle.
De l'époque médiévale, il reste également quelques pans des murs défensifs d'origine disposés autour du complexe principal, constitué de deux bâtiments adossés l'un à l'autre, dont celui de l'ouest a un plan carré et légèrement surélevé par rapport au bâtiment de l'est caractérisé par un planimétrie rectangulaire